# واکنش گاترمان
واکنش گاترمان (به آلمانی: Gattermann-Synthese) (که با نام سنتز آلدهید گاترمان (به آلمانی: Gattermann-Aldehydsynthese) نیز شناخته می‌شود) یک نام واکنش در شیمی آلی است که طی آن یک ترکیب آروماتیک به وسیله مولکول هیدروژن سیانید فرمیل‌دار می‌شود. این واکنش در حضور کاتالیزور فریدل–کرافتس (معمولا. AlCl۳) انجام پذیر است. این واکنش شیمیایی به افتخار شیمیدان آلمانی لودویگ گاترمان نامگذاری شده‌است و شباهت زیادی به واکنش فریدل–کرافتس دارد.

## واکنش گاترمان–کخ
واکنش گاترمان–کخ گونه ای از واکنش گاترمان است که در آن به جای هیدروژن سیانید از کربن مونوکسید (CO) استفاده می‌شود. این واکنش به افتخار دو شیمیدان آلمانی به نام لودویگ گاترمان و جولیوس آرنولد کخ نامگذاری شده‌است.